# アレクサンドラ・フョードロヴナ (ニコライ1世皇后)
アレクサンドラ・フョードロヴナ（ロシア語: Александра Фёдоровна, ラテン文字転写: Alexandra Feodorovna, 1798年7月13日 - 1860年11月1日）は、ロシア皇帝ニコライ1世の皇后。プロイセン王フリードリヒ・ヴィルヘルム3世とその王妃ルイーゼの第3子（長女）。ドイツ語名はフリーデリケ・ルイーゼ・シャルロッテ・ヴィルヘルミーネ（Friederike Luise Charlotte Wilhelmine）。シャルロッテ・フォン・プロイセン（Charlotte von Preußen）とも呼ばれる。

## 生涯
1817年、19歳の誕生日に遠縁に当たるロシアのニコライ・パヴロヴィチ大公（母系をたどると曾祖母がプロイセン王フリードリヒ・ヴィルヘルム1世の娘ゾフィー）と婚配し、ロシア語名アレクサンドラ・フョードロヴナに改めた。アレクサンドラは義母マリア・フョードロヴナから好意を持たれていたが、宮廷を嫌った義理の姉エリザヴェータ・アレクセーエヴナとは疎遠だった。長身ですらりとした女性で、音楽や舞踊を愛し、宮廷生活を楽しんだ。
ニコライは1825年に皇帝ニコライ1世として即位し、アレクサンドラは皇后となった。絶え間ない妊娠・出産で次第に健康を害し、クリミアやイタリアへ保養に行くことが多かった。ニコライが彼女の女官バルバラ・ネリドヴァを愛妾にすると、最初は嫉妬にかられたが、のちにはバルバラと良好な関係を保った。1854年暮れ、病で重態となるが、奇跡的に回復。1855年2月にニコライ1世が急逝したのち、夫の元愛妾バルバラとともにツァールスコエ・セローで暮らした。年々体調は悪化し、医師からサンクトペテルブルクから南部の温暖な離宮へ移るよう忠告されていたが、慣れ親しんだ場所から離れたくないと拒否した。1860年11月、アレクサンドル宮殿で睡眠中に死去。

## 子女
皇帝夫妻の間には4男3女が生まれた。
- アレクサンドル2世（1818年 - 1881年） - ロシア皇帝。
- マリア（1819年 - 1876年） - ウジェーヌ・ド・ボアルネの子であるロイヒテンベルク公マクシミリアンと結婚。
- オリガ（1822年 - 1892年） - ヴュルテンベルク王カール1世と結婚。
- アレクサンドラ（1825年 - 1844年） - ヘッセン＝カッセル方伯フリードリヒと結婚
- コンスタンチン（1827年 - 1892年） - ザクセン＝アルテンブルク公女アレクサンドラと結婚。
- ニコライ（1831年 - 1891年） - オルデンブルク公女アレクサンドラと結婚。
- ミハイル（1832年 - 1909年） - バーデン大公女ツェツィーリエと結婚。